# 皇家戏剧艺术学院
皇家戏剧艺术学院（英語：Royal Academy of Dramatic Art，简称RADA）是一所位于英国伦敦的戏剧学院，建于1904年。它被普遍认为是世界上最著名的戏剧学校之一，也是英国历史悠久的戏剧学校之一。RADA是舞蹈及戏剧公立艺术学院（Conservatoire for Dance and Drama，简称CDD）的下级学院。該校現任校主任為愛德華·肯普（Edward Kemp）。

## 著名校友
該校的校友眾多，以下僅部分列出。按姓氏字母序：
- 西恩·賓
- 大衛·布拉德利
- 肯尼斯·布萊納
- 邁可·坎邦
- 伊恩·格雷
- 伊恩·霍姆
- 羅傑·摩爾
- 艾倫·瑞克曼
- 黛安娜·瑞格
- 費歐娜·蕭
- 提摩西·司伯
- 周采芹
- 湯姆·希德斯頓

## 外部連結
- 官方网站